# Vibra Energia
A Vibra (anteriormente BR Distribuidora) é uma sociedade anônima de capital aberto sediada na cidade do Rio de Janeiro. Fundada no dia 12 de novembro de 1971, foi subsidiária da Petrobras até julho de 2019. Atua no segmento de distribuição e comercialização de combustíveis derivados de petróleo, biocombustíveis, além de lubrificantes, emulsões asfálticas e produtos químicos.
Presente nos 26 estados brasileiros e no Distrito Federal com mais de 8.350 postos de serviços licenciado a bandeira Petrobras, é a maior empresa do setor de distribuição de combustíveis e lubrificantes, e uma das maiores no setor de energia do país. Tem como suas principais concorrentes a Ipiranga e a Raízen (joint venture formada entre a Shell e a Cosan).

## História

### Início
Em 1971, no período conhecido como "milagre econômico brasileiro" no Governo Médici, com o PIB do país crescendo a taxas superiores a 10% ao ano, o consumo interno de derivados de petróleo estava impulsionado. Nesse contexto, e dentro de um cenário de transformações na Petrobras, foi criada a Petrobras Distribuidora, ou simplesmente BR. Nesta ocasião, recebeu os 840 postos de combustíveis já existentes no Brasil com a bandeira Petrobras e 21% do mercado de distribuição.
Em 1973, lança a linha de lubrificantes automotivos Lubrax, presente no mercado até os tempos atuais.
Em 1974, assume o posto de maior distribuidora de derivados do petróleo do país. 
Em 1992, cria em conjunto com o Governo do Estado de Pernambuco, por meio de sua subsidiária Gaspetro, a Copergás, passando esta a herdar a rede de gasodutos herdados da Petrobras. Nesta operação, a companhia tem 24,5% de participação, juntamente com o governo de Pernambuco (51%) e com a multinacional Mitsui Gás e Energia (24,5%). Em 2017, o Governo de Pernambuco anuncia que tem interesse na venda da sua participação na Copergás.
Em 1993, numa manobra para integrar os sistemas, a Petrobras passa a utilizar o logo da BR, sendo este usado pelo Sistema Petrobras até os dias atuais.

Já em 1994, inaugura a BR Mania, loja de conveniência integrada em seus postos de serviço. A BR Mania foi a primeira do setor no Brasil, existente até os dias atuais. Nas lojas, destacam-se os produtos de marca própria que contemplam uma linha completa, envolvendo hambúrguer, sanduíches naturais, salgados, doces, massas, pizzas e pratos gourmet, inclusive a tradicional feijoada. Além disso, as lojas BR Mania contam com os serviços diferenciados BR Mania Café e BR Mania Padaria, que ofertam produtos especialmente desenvolvidos para a BR Mania.

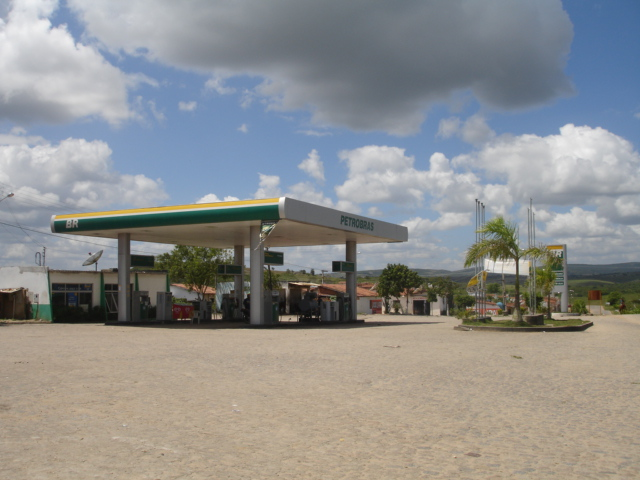
Posto BR na rodovia AL-487 em Traipu, Alagoas.

Em 2000, anuncia o fechamento do seu capital. Á época, o diretor da Área Financeira da Petrobras, Ronnie Vaz Moreira, disse que a medida tem o objetivo de adequar o perfil da Petrobras ao das suas concorrentes no mercado internacional e também baratear custos, acabando com a obrigatoriedade de a BR apresentar trimestralmente seus números ao mercado. A operação foi avaliada em R$ 350 milhões.
Em 2004, anuncia a compra da Agip do Brasil, que operava com a marca Liquigás, por US$ 450 milhões. A compra resultou na criação de uma subsidiária, a Liquigás Distribuidora.
No ano de 2007, foi parte de um consórcio formado pelo Grupo Ultra, Petrobras e Braskem, que adquiriu os ativos do Grupo Ipiranga, do Rio Grande do Sul. Na oportunidade, assumiu os postos da Ipiranga nas regiões Norte, Nordeste e Centro-Oeste, além da Ipiranga Asfaltos (posteriormente transformada em Stratura Asfaltos). Já os postos das regiões Sul e Sudeste ficaram nas mãos do Grupo Ultra, que, á época, não tinha participação no mercado de refino de combustíveis. Os ativos petroquímicos ficaram com a Braskem. A Petrobras desembolsou US$ 1,3 bilhão, a Braskem US$ 1,1 bilhão, enquanto o Grupo Ultra se comprometeu a trocar as ações dos minoritários da Ipiranga.
Em dezembro de 2017, reabre seu capital na B3, sendo listada no Novo Mercado, mais alto nível de governança corporativa. Até então, o IPO da companhia havia sido o maior desde 2013, arrecadando R$ 5 bilhões por 28,75% da companhia. A venda fez parte de uma reestruturação corporativa tendo em vista a redução do endividamento da Petrobras, o maior de uma petroleira no mundo.
Em 2018, anuncia a venda da Liquigás para a Ultragaz, do Grupo Ultra. Porém, em fevereiro, o Conselho Administrativo de Defesa Econômica (CADE) decidiu vetar a compra da empresa pelo Grupo Ultra. Na ocasião, a Petrobras recebeu R$ 286,2 milhões de multa rescisória pelo barramento da operação pelo CADE do Grupo Ultra.
Em 2020, um consórcio formado pela Copagaz, a holding Itaúsa e a Nacional Gás anunciou a compra da Liquigás, por R$ 4 bilhões. A operação foi aprovada e concretizada em dezembro do mesmo ano.
Em 2021, adquiriu a trading Comerc, em um esforço de aproximar a companhia de energias renováveis. A aquisição custou R$ 2 bilhões e inicialmente contou com uma participação de 30%. Posteriormente, em 2022, adquiriu 20% da Comerc, conforme pactuado na aquisição inicial. A segunda tranche custou R$ 1,22 bilhão e fez a participação da companhia na Comerc subir para 48,70%.
Em 31 de março de 2023, a Companhia de Gás do Espírito Santo (ES Gás) foi vendida em leilão realizado na B3, em São Paulo, para a empresa mineira Energisa. O valor da transação foi de R$ 1,42 bilhão, representando um ágio de 7,28% sobre o valor mínimo estipulado para a venda. A ES Gás havia sido avaliada pelo Banco Nacional de Desenvolvimento Econômico e Social (BNDES), que elaborou a modelagem da privatização, com um valor de mercado estimado em R$ 1,326 bilhão. Antes da venda, a empresa era controlada pelo governo do Espírito Santo, que detinha 51% das ações com direito a voto, e pela Vibra Energia, que possuía 49%. Com a conclusão do leilão, todas as ações passaram a ser propriedade da Energisa. A privatização da ES Gás marca a entrada da Energisa no mercado de distribuição de gás natural, ampliando sua atuação no setor energético.

### Privatização
Até 2017, a Petrobras detinha 100% das ações da companhia, quando então vendeu 28,75% das ações por R$ 5 bilhões. A operação foi parte de um plano para reduzir o endividamento da petroleira brasileira.
Em julho de 2019, ao reduzir sua participação na empresa de 71,25% para para 41,25%, arrecadando R$ 8,56 bilhões com a operação, a Petrobras vendeu o controle acionário da BR Distribuidora na bolsa de valores, tornando a companhia uma empresa privada. Pouco depois, a Petrobras colocou um lote adicional de papéis à venda, reduzindo para 37,5% das ações da BR, não descartando, porém, a venda desse restante. Segundo o Presidente da Petrobras na época, Roberto Castello Branco, a empresa iria focar na produção e exploração de óleo e gás, abrindo mão de qualquer operação distinta.
A Petrobras vendeu a parte restante de suas ações na BR em julho de 2021. Foram vendidas 436 milhões de ações, movimentando um total de R$ 11,3 bilhões, com fundos de investimentos adquirindo 57,6% dessas ações. O Samambaia Master Fundo de Investimento em Ações, gerido pelo ex-banqueiro Ronaldo Cezar Coelho, se tornou o maior acionista da BR Distribuidora, com o equivalente a 7,95% do capital social da companhia.

### Nova identidade visual
No dia 19 de agosto de 2021, a BR Distribuidora mudou sua identidade visual, que era utilizada há mais de 40 anos, passando a se chamar Vibra. Segundo o então presidente da empresa, Wilson Ferreira Junior, apesar da mudança do nome a empresa continuará utilizando a sigla BR na rede de 8,3 mil postos de combustíveis em todo o país.
Após a mudança da denominação social, em 22 de outubro de 2021 as ações da empresa passaram a ser negociadas na B3 sob novo código de negociação VBBR3. A companhia justificou a mudança de marca, alegando se tratar de novo posicionamento, focada em evolução constante.

## Eletroposto
Em 10 de junho de 2009, é inaugurado o 1º posto do Brasil voltado para o abastecimento de veículos elétricos, no Rio de Janeiro. Denominada Eletroposto, a unidade é composta por dois pontos de recarga para motos e carros com saídas de 110 ou 220 volts. O projeto, que utiliza energia solar, foi concebido com tecnologia exclusivamente nacional.
Em 2022, inaugurou o primeiro eletroposto rodoviário para recarga ultrarrápida na rodovia Presidente Dutra (sentido Rio de Janeiro) e o primeiro posto 100% elétrico a oferecer carregadores ultrarrápidos em um ambiente exclusivamente projetado para a recarga de veículos elétricos.
No mundo, existem alguns padrões sendo desenvolvidos para as Estações de Recarga de veículos elétricos.

### Galeria

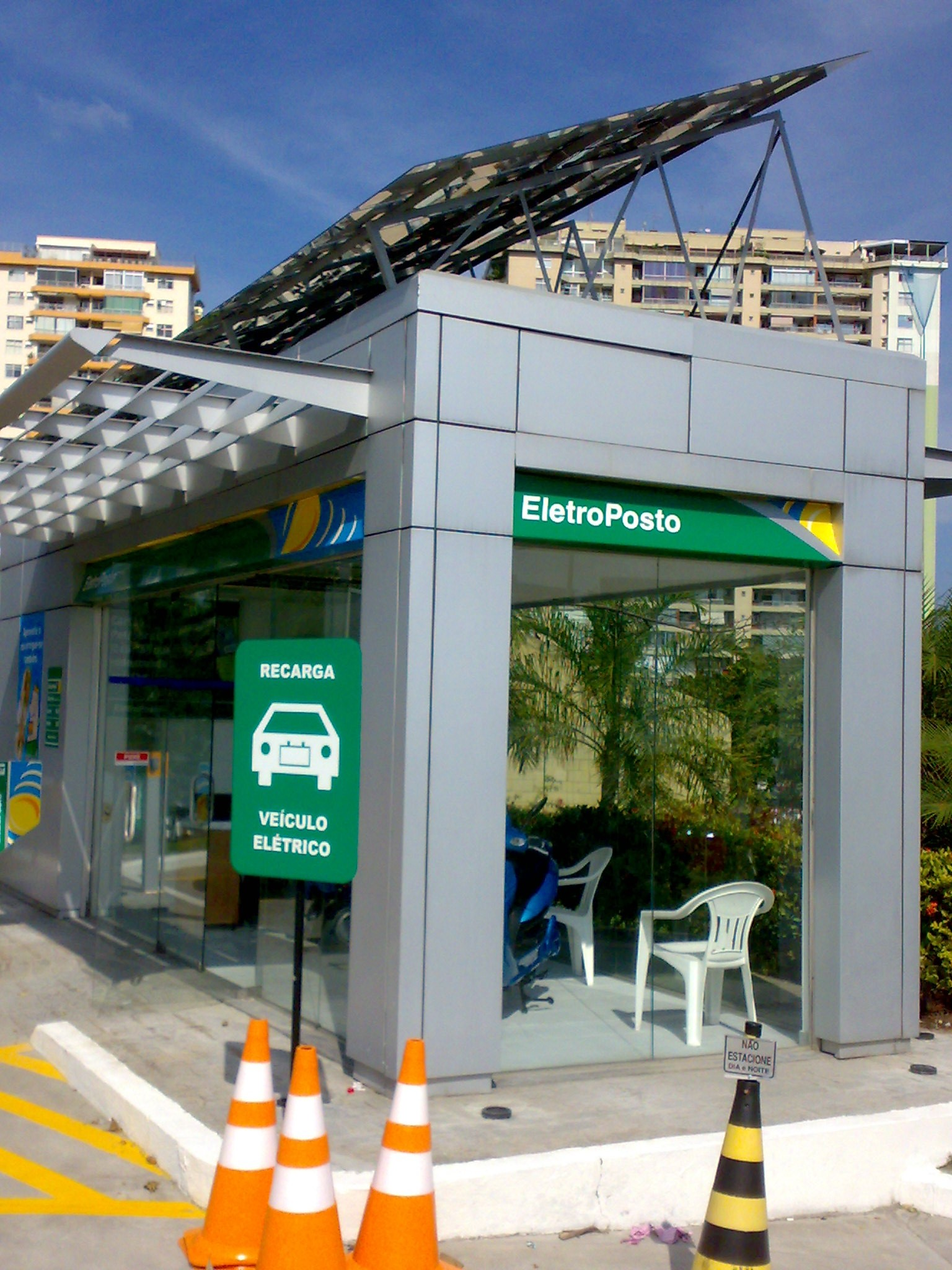
Painéis solares estão instalados no teto do eletroposto.
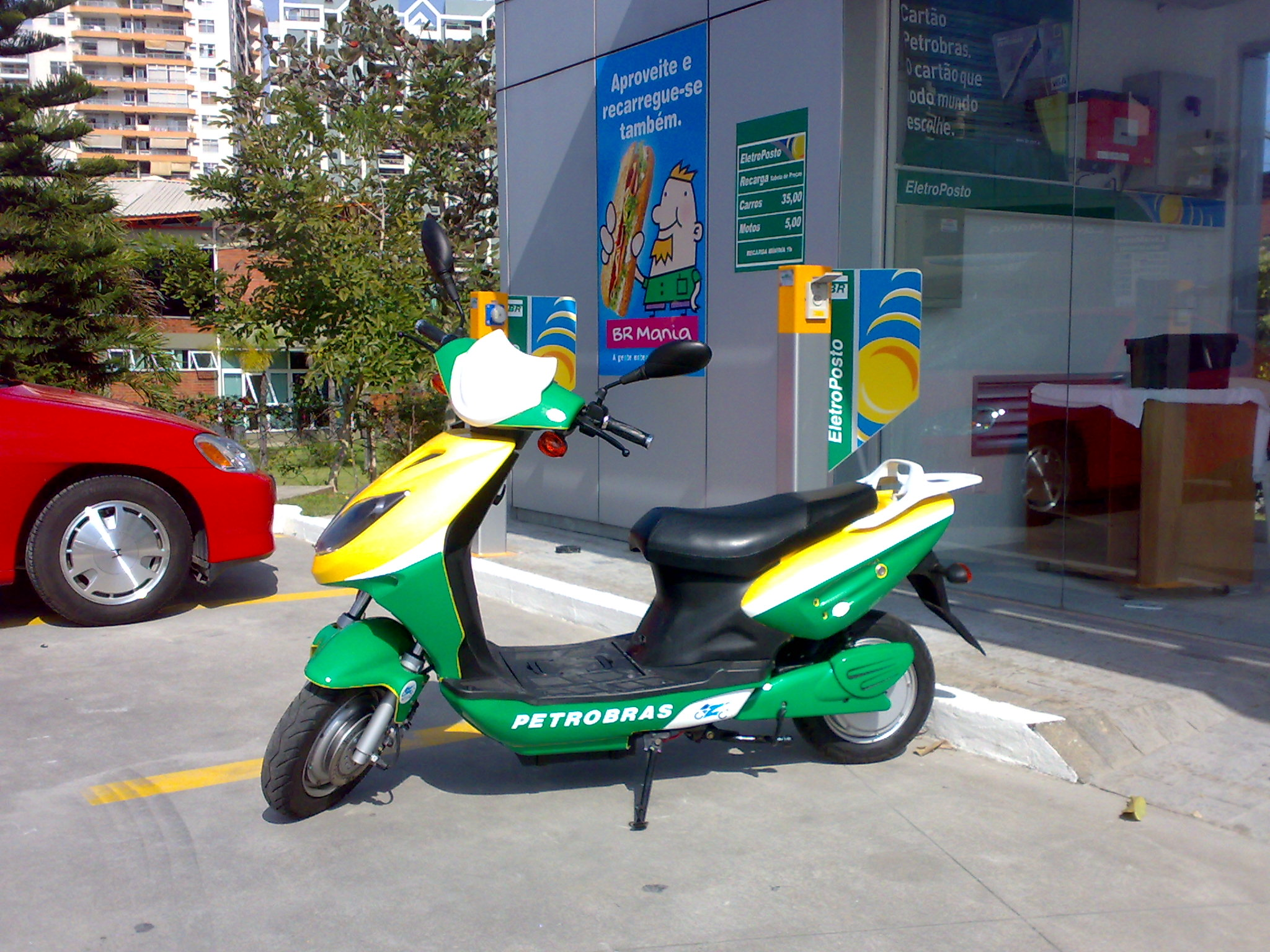
Scooter elétrica de propriedade do posto.
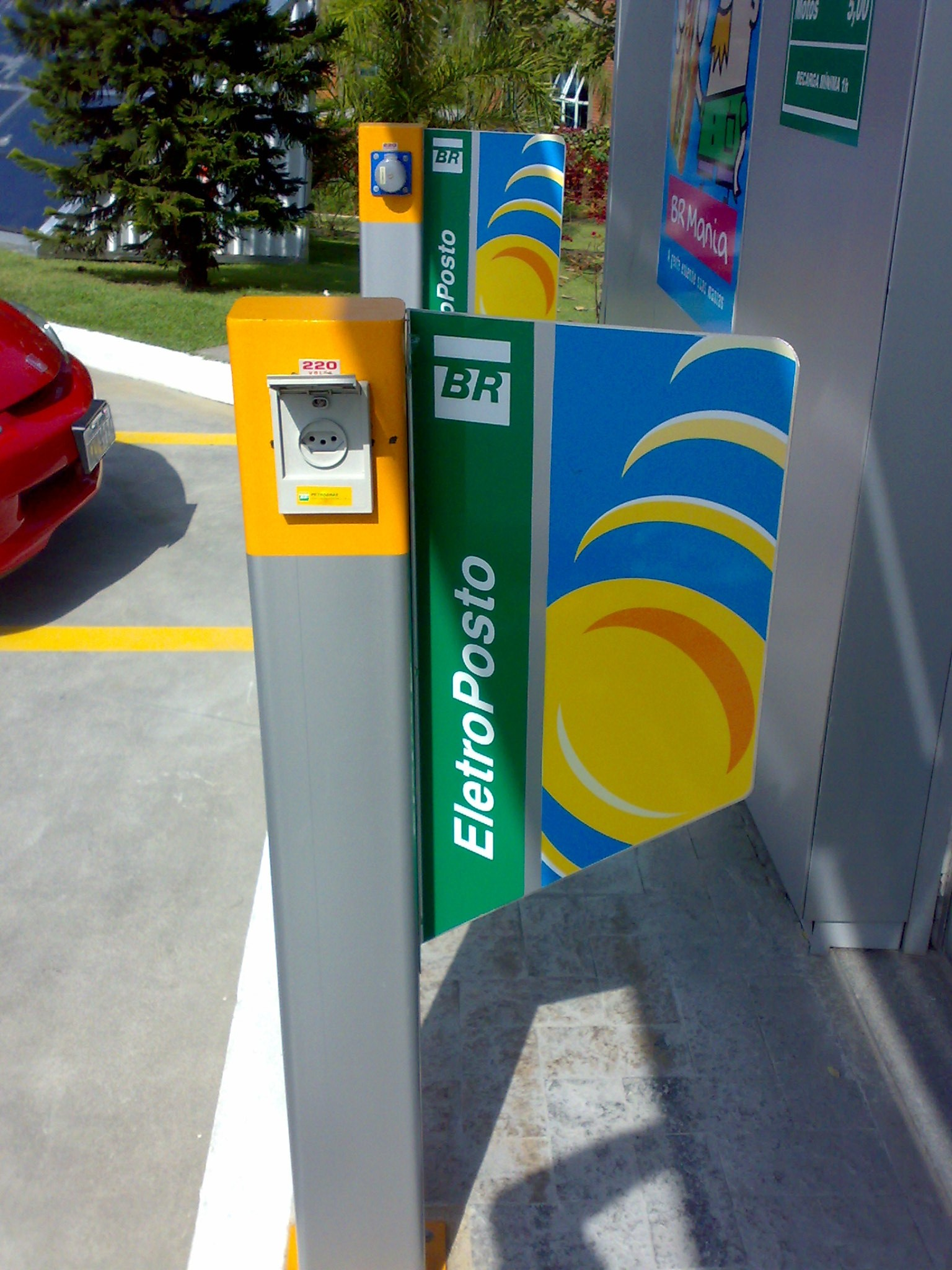
Pontos de recarga do eletroposto.
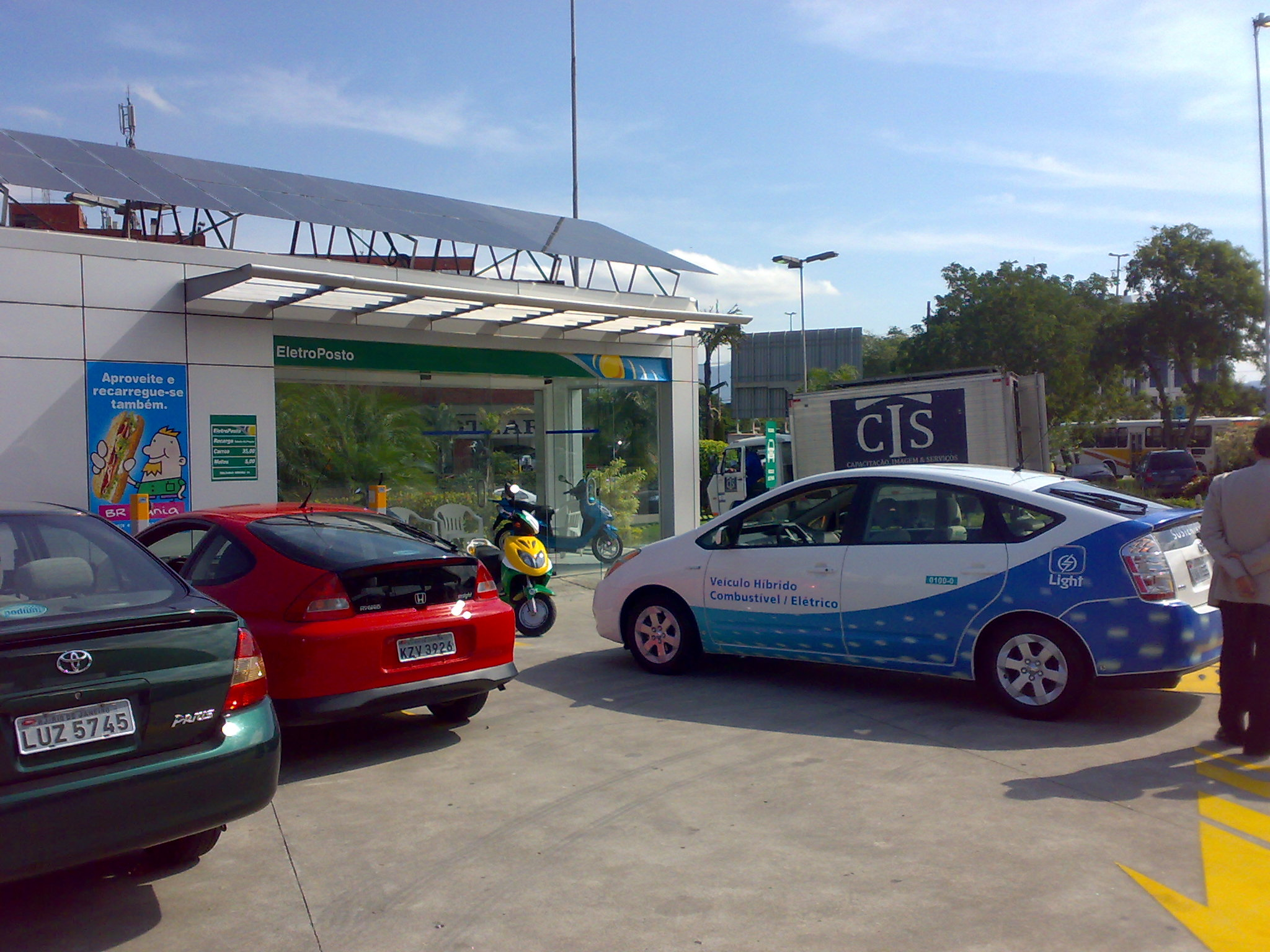
Honda Insight e Toyota Prius de primeira e segunda gerações em abastecimento.
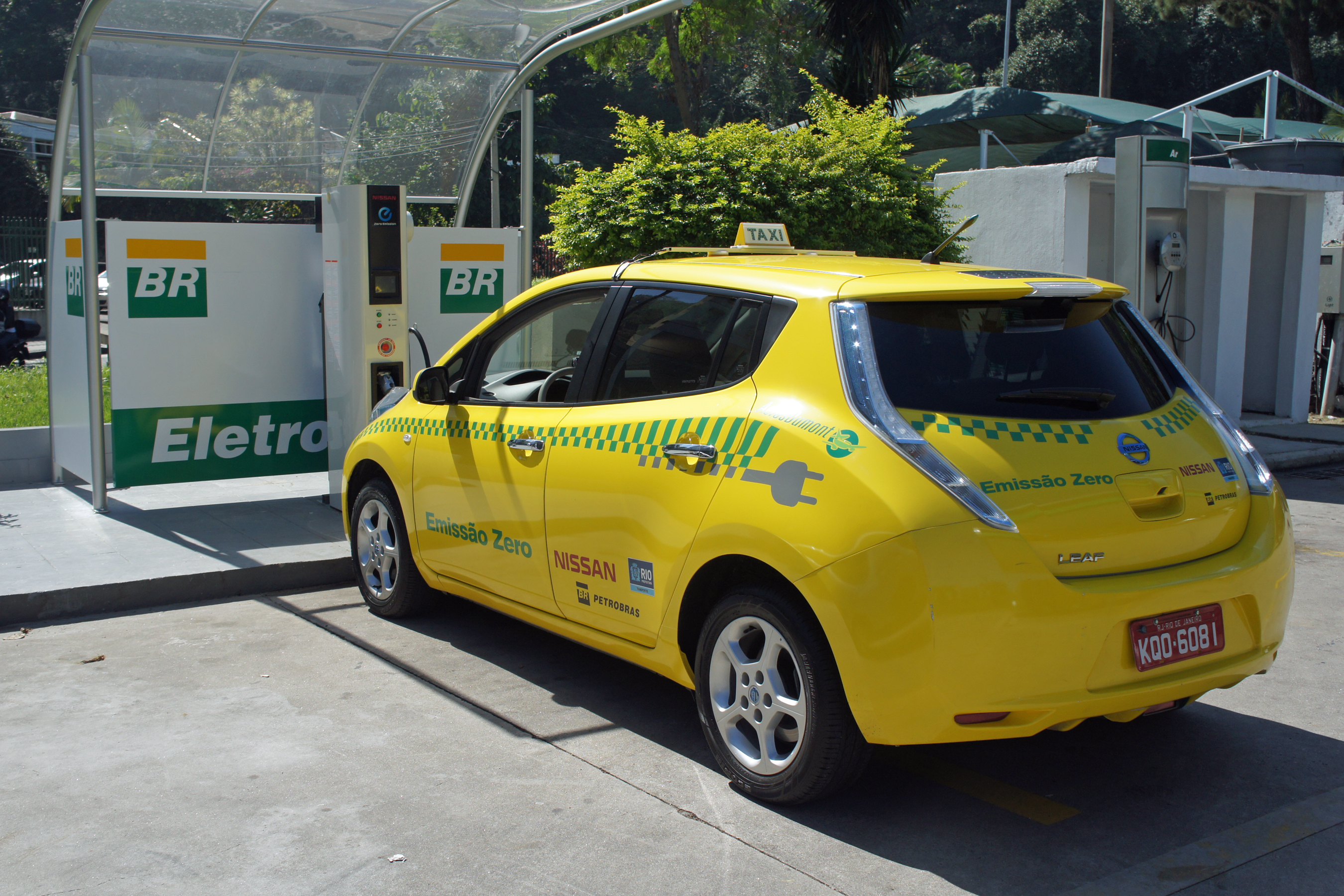
Nissan Leaf taxi recarregando num eletroposto da Petrobras no Rio de Janeiro
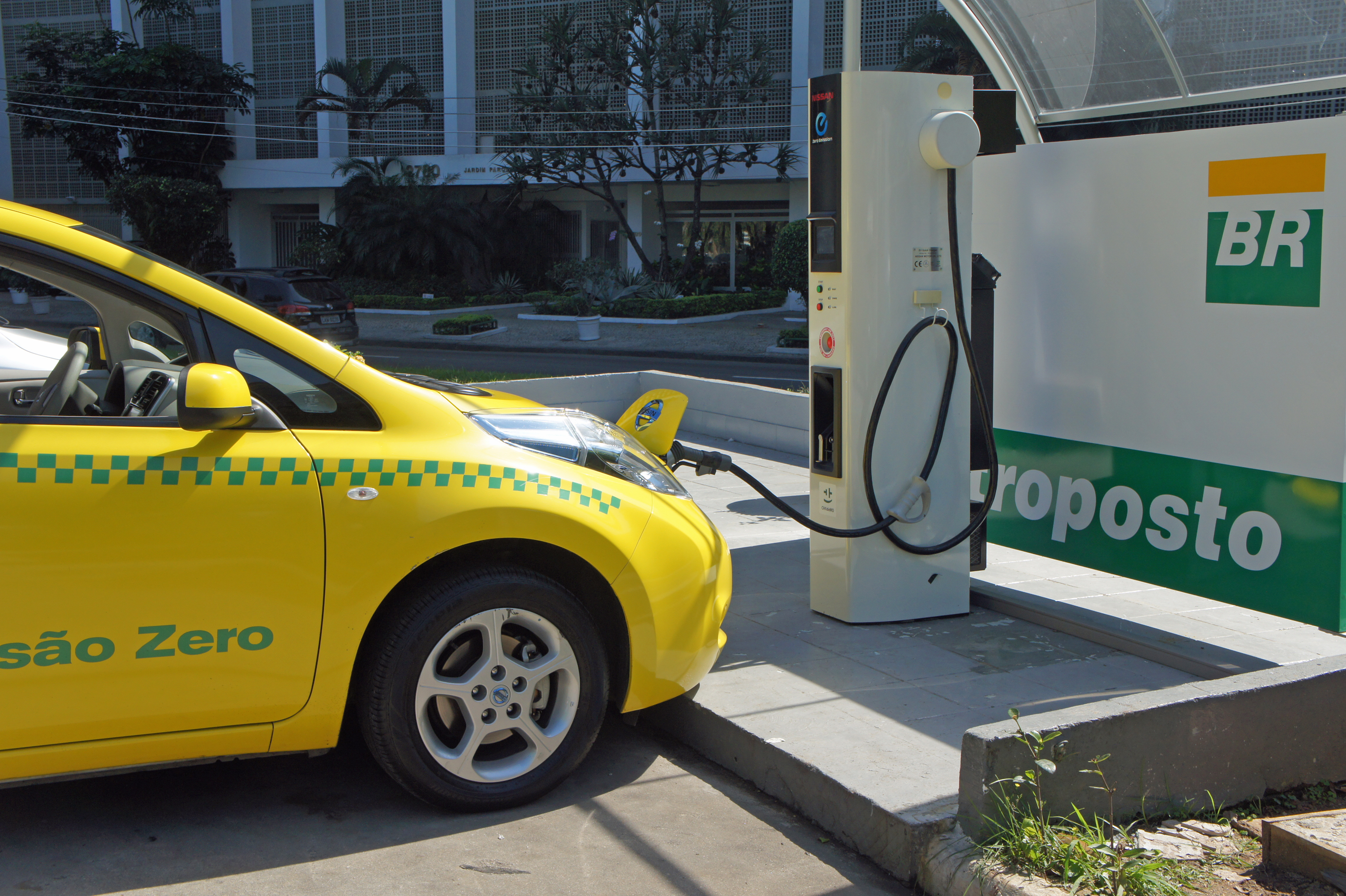
Nissan Leaf taxi recarregando num eletroposto da Petrobras no Rio de Janeiro

## Controvérsias
Em 2014, o Conselho de Administração da BR Distribuidora exonerou Nestor Cuñat Cerveró do cargo de diretor financeiro da empresa. Cerveró era o diretor da área internacional da Petrobras em 2006, quando a estatal comprou 50% da Refinaria de Pasadena (EUA). A transação se tornou objeto de investigações do Tribunal de Contas da União (TCU), da Polícia Federal (PF) e do Ministério Público Federal (MPF) devido a suspeitas de superfaturamento. O ex-diretor seria mais tarde condenado à seis anos de prisão por corrupção passiva no âmbito da Operação Lava Jato.
A empresa esteve ainda envolvida em diversas denuncias de corrupção. Em 2017, o Senador Fernando Collor (PTB/AL) se tornou réu no Supremo Tribunal Federal (STF), acusado de acusado de receber mais de R$ 30 milhões em negócios da BR Distribuidora. Segundo o Procurador-Geral da República, Rodrigo Janot, o ex-presidente Luiz Inácio Lula da Silva teria concedido ascendência ao Senador Collor sobre a BR Distribuidora em troca de apoio político à base governista no Congresso Nacional.
Em 2018, executivos da BR, Shell e Ipiranga foram presos em operação da PF sob suspeita de integrar uma quadrilha que controlava de forma indevida o preço final do litro do combustível na cidade de Curitiba. No mesmo dia, outra operação da PF prendeu mais três gerentes da BR, também acusados de formação de cartel, no Distrito Federal. O que levaria a Justiça do DF a decretar bloqueio de R$ 263 milhões de contas da companhia como medida preventiva para eventual ressarcimento de prejuízos.